# Phyllolabis laudata
Phyllolabis laudata är en tvåvingeart som beskrevs av Alexander 1936. Phyllolabis laudata ingår i släktet Phyllolabis och familjen småharkrankar. Inga underarter finns listade i Catalogue of Life.